# تبديل أحرف (قبالة)
تبديل الأحرف (بالعبرية: تيموره) هي إحدى الطرق القديمة الثلاثة التي استخدمها القباليين لإعادة ترتيب الكلمات والجمل في الكتاب المقدس، لاعتقادهم أن هذه الطريقة توصلهم إلى اكتشاف وفهم المعنى الباطني الروحي الأعمق للكلمات. الطرق الأخرى هي: علم الأعداد (جيومترا) و المختصرات (نوتريقون) . يمكن استخدام التبديل لتغيير الحروف في كلمات معينة لخلق معنى جديد لتبيان مقاصد الكتاب المقدس. الأبجدية العبرية هي أبجدية الأحرف الساكن.
هناك ثلاثة أشكال بسيطة من التبديل:
- شفرة أتباش: استبدال الحرف الأول بالحرف الأخير من الأبجدية العبرية ، والثاني مع التالي ، وهكذا.

- أفغاد : استبدال كل حرف بالحرف الذي يسبقه.

- البام : استبدال الحرف الأول من الأبجدية مع الثاني عشر ، والثاني مع الثالث عشر ، وهكذا.